# Архиепархия Урбино-Урбания-Сант’Анджело-ин-Вадо
Архиепархия Урбино-Урбания-Сант'Анджело-ин-Вадо (лат. Archidioecesis Urbinatensis-Urbaniensis-Sancti Angeli in Vado) — архиепархия Римско-католической церкви с центром в городе Урбино, Марке, Италия. Архиепархия Урбино-Урбания-Сант'Анджело-ин-Вадо входит в митрополию Пезаро. Кафедральным собором архиепархии Урбино-Урбания-Сант'Анджело-ин-Вадо является церковь Пресвятой Девы Марии.

## История
Епархия Урбино возникла в VI веке. 7 июля 1563 года возведена в ранг архиепархии-митрополии. 30 сентября 1986 года в состав архиепархии Урбино вошла территория упразднённой епархии Урбания-Сант'Анджело-ин-Вадо, в связи с чем архиепархия приняла современное название. 11 марта 2000 года архиепархия Урбино-Урбания-Сант'Анджело-ин-Вадо лишилась статуса митрополии и вошла в церковную провинцию Пезаро.

## Ординарии архиепархии
- архиепископ Felice Tiranni (7.07.1563 — † 1.02.1578), епископ Урбино с 1551 года
- архиепископ Antonio Giannotti da Montagnana (11.08.1578 — † 1597)
- архиепископ Giuseppe Ferrerio (1597 — † 16.03.1610)
- архиепископ Benedetto Ala (5.05.1610 — † 27.04.1620)
- архиепископ Ottavio Accoramboni (17.05.1621 — 1623)
- архиепископ Paolo Emilio Santoro (20.11.1623 — † 4.08.1635)
- кардинал Антонио Сантакроче (9.06.1636 — 1639)
- архиепископ Francesco Vitelli (16.11.1643 — † февраль 1646)
- архиепископ Ascanio Maffei (25.06.1646 — † октябрь 1659)
- архиепископ Giacomo de Angelis (20.09.1660 — 1667), с 1686 года — кардинал
- архиепископ Callisto Puccinelli (16.03.1667 — † 12.04.1675)
- архиепископ Giambattista Candiotti (9.09.1675 — † сентябрь 1684)
- архиепископ Antonio Roberti (10.09.1685 — † 26.01.1701)
- архиепископ Sebastiano Tanara (1703—1709)
- кардинал Антонио Франческо Санвитале (6.05.1709 — † 17.12.1714)
- архиепископ Giovanni Tommaso Maria Marelli (7.12.1716 — 23.02.1739), назначен епископом Имолы
- архиепископ Antonio Guglielmi (22.06.1739 — † 5.02.1766)
- архиепископ Domenico Monti (14.04.1766 — † 8.09.1787)
- архиепископ Spiridione Berioli (17.12.1787 — † 19.04.1819)
- архиепископ Ignazio Ranaldi (23.08.1819 — † 2.01.1827)
- архиепископ Giangrisostomo Dondini (21.05.1827 — † 10.11.1832)
- архиепископ Giovanni Nicola Tanari (17.12.1832 — 24.11.1845), назначен титулярным патриархом Антиохии
- архиепископ Alessandro Angeloni (16.04.1846 — † 5.08.1881)
- архиепископ Antonio Maria Pettinari (18.11.1881 — 27.07.1885)
- архиепископ Carlo Maria Borgognini (15.01.1886 — 24.05.1889), назначен архиепископом Модены
- архиепископ Nicodario Vampa (30.12.1889 — † 27.09.1903)
- архиепископ Giovanni Maria Santarelli (12.10.1904 — † 24.09.1908)
- архиепископ Ciro Pontecorvi (29.04.1909 — † 26.06.1911)
- архиепископ Giacomo Ghio (28.03.1912 — 20.10.1931)
- архиепископ Antonio Tani (1.05.1932 — 31.12.1952)
- архиепископ Anacleto Cazzaniga (12.01.1953 — 23.05.1977)
- архиепископ Ugo Donato Bianchi (23.05.1977 — † 4.04.1999)
- архиепископ Francesco Marinelli (11.03.2000 — 24.06.2011)
- архиепископ Giovanni Tani (с 24.06.2011)

## Источник
- Annuario Pontificio, Libreria Editrice Vaticana, Città del Vaticano, 2003, ISBN 88-209-7422-3